# Hanswurst

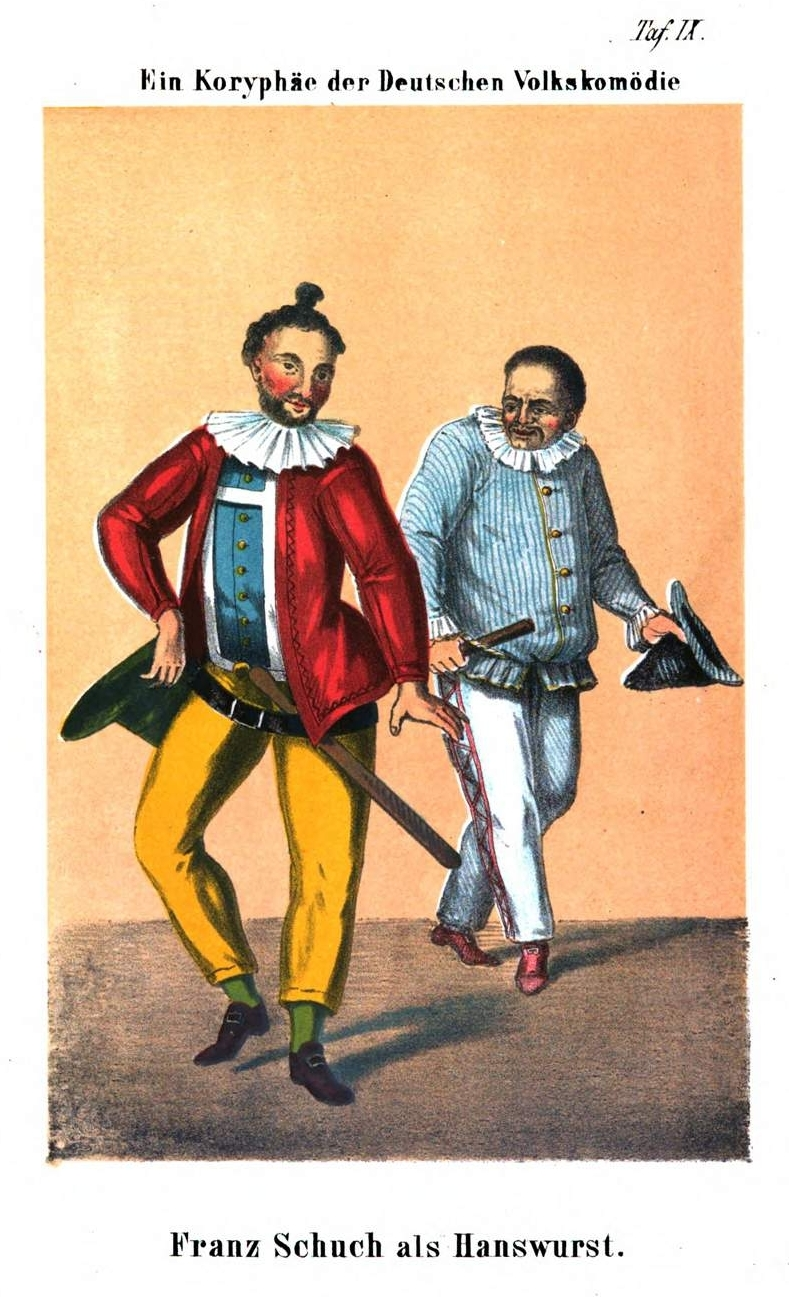
Karl Friedrich Flögel: Franz Schuch als Hanswurst, 1862

Der Hanswurst (auch Hans Wurst) ist eine derb-komische Gestalt der deutschsprachigen Stegreifkomödie seit dem 16. Jahrhundert (Hans worst). Als populäre bäuerliche Figur trat der Hanswurst in Stücken des Jahrmarktstheaters und der Wanderbühnen auf. „Hanswurst“ war (und ist noch immer) als Spott- und Schimpfwort in Gebrauch. Possen bzw. Stücke mit dem Hanswurst in der Hauptrolle werden auch Hanswurstiade genannt.
In Österreich entstanden die Versionen Wurschtl, Hansnarr, Hansdampf, Kasperl und Bajazzel.

## Äußere Beschreibung
Nach seinem berühmtesten Darsteller, Joseph Anton Stranitzky, sah der Hanswurst folgendermaßen aus: Sein Kostüm bestand aus einer roten, offenen Jacke mit bauschigen Ärmeln, blauem Brustfleck und mitten darauf zwischen den roten, grün eingefassten Hosenträgern ein grünes Herz. Er trug eine weite gelbe Hose, die nur bis zu den Knöcheln reichte, dazu niedrige derbe Schuhe aus Leder und einen breiten Ledergurt mit großer Schließe aus Metall, auf dem Kopf den grünen Spitzhut und am Gürtel ein hölzernes Schwert.

## Geschichte

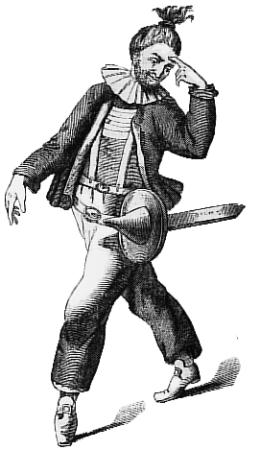
Stranitzky als Hanswurst

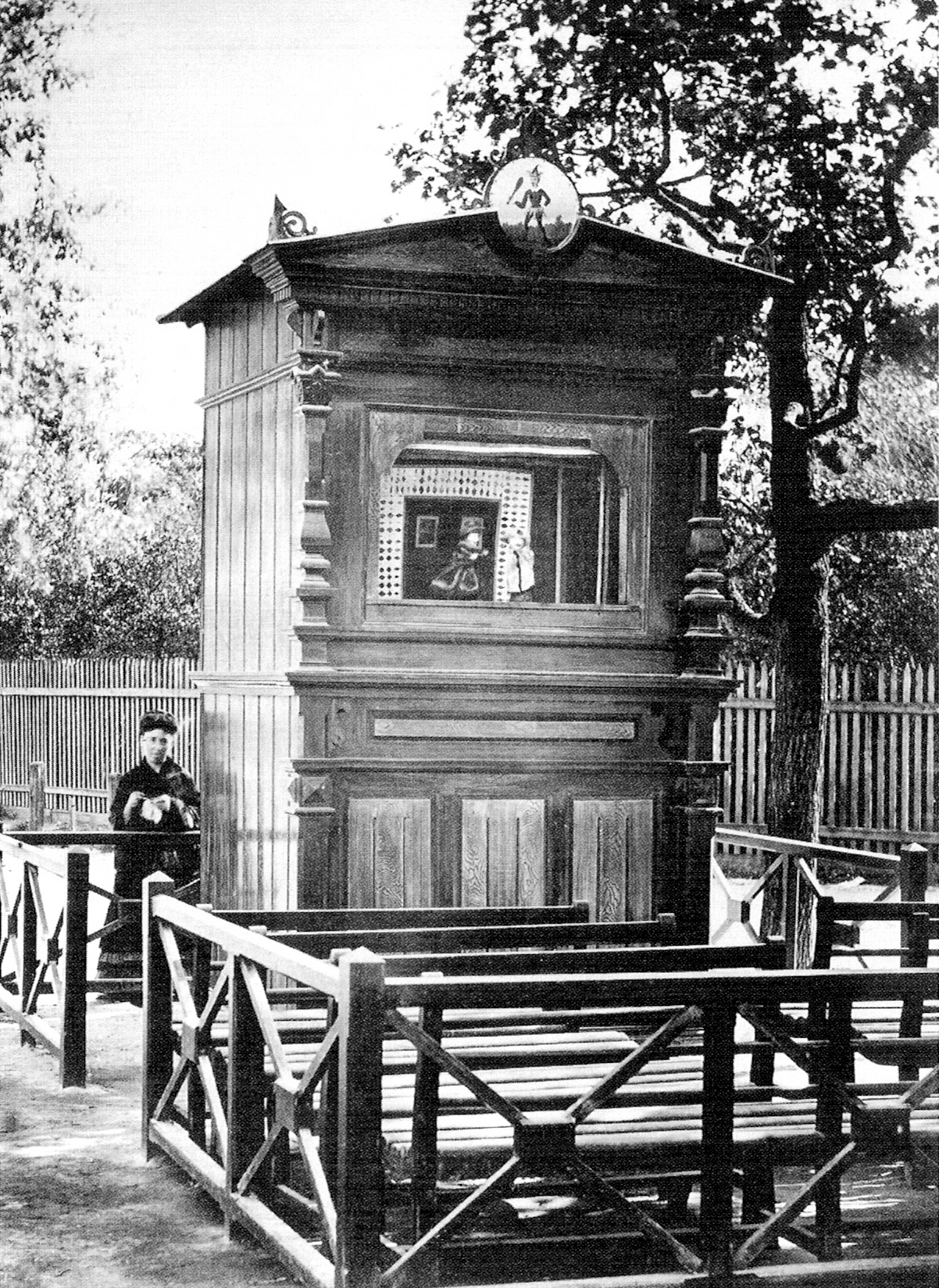
„Wursteltheater“ im Wiener Prater um 1890

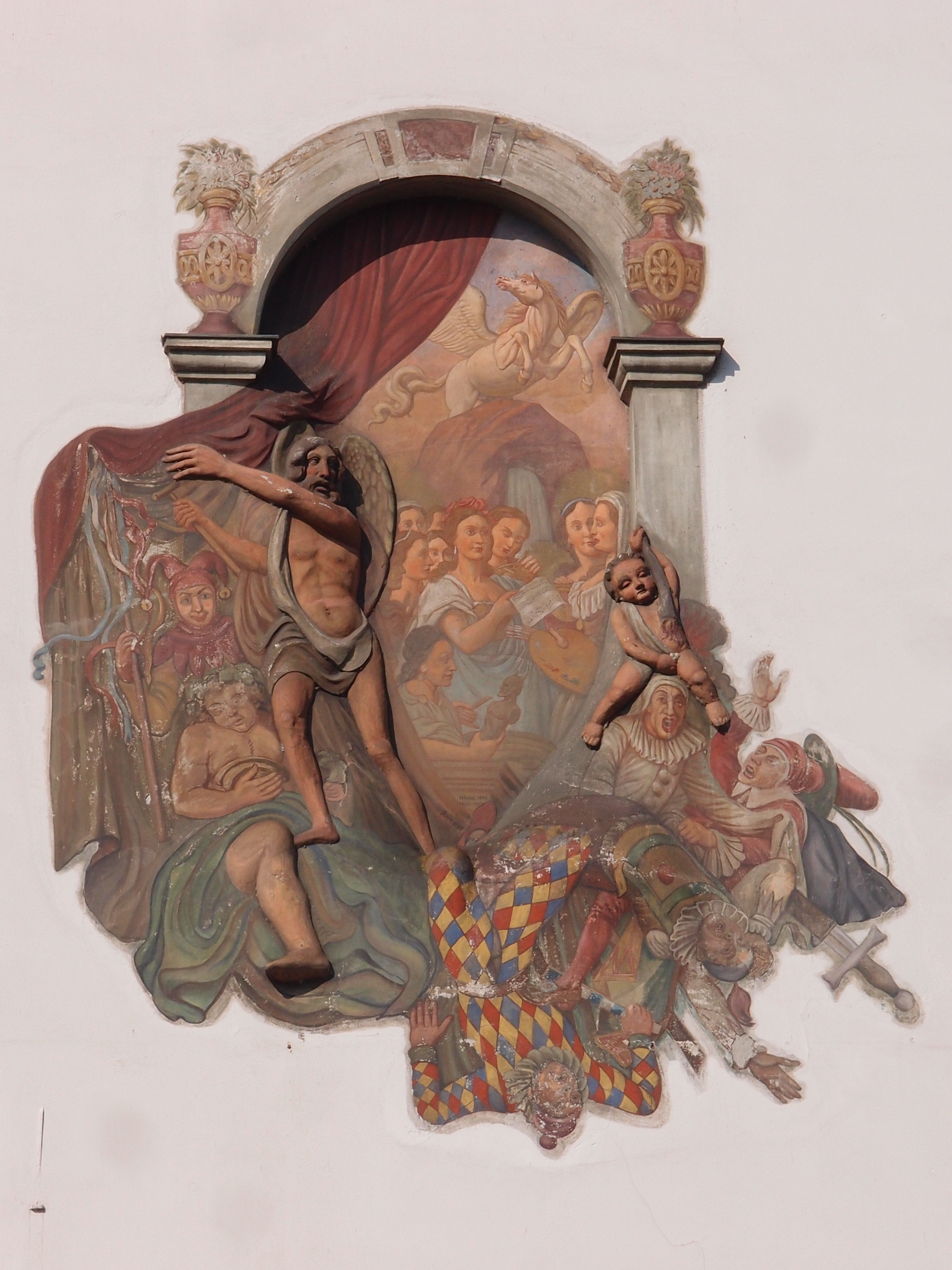
„Die Verbannung des Hanswurst vom Theater“, Wandbild von F.X. Hermann am Stadttheater Konstanz

Der Name erscheint erstmals in einer mittelniederdeutschen Version von Sebastian Brants Narrenschiff (1519) (wobei in der Originalversion der Name hans myst verwendet wurde). Martin Luther verwendete ihn 1530 in einer Vermahnung an die Geistlichen, versammelt auf dem Reichstag zu Augsburg, und schrieb 1541 die Streitschrift Wider Hans Worst. Im 16. und 17. Jahrhundert trifft man diesen Figurennamen gelegentlich in Fastnachtsspielen und Komödien an. 1775 verfasste der 26-jährige Johann Wolfgang Goethe eine Farce mit dem Titel Hanswursts Hochzeit.
Der Wanderarzt und Pächter des Kärntnertortheaters in Wien seit 1712, Joseph Anton Stranitzky, machte mit seiner Truppe „Teutscher Komödianten“ den Commedia-dell’arte-Truppen Konkurrenz und entwickelte dazu den Hanswurst als „deutsche“ komische Figur. Der Theaterhistoriker Otto Rommel sah darin den Beginn des sogenannten Alt-Wiener Volkstheaters. Stranitzkys Hanswurst trug die Tracht eines Salzburger Bauern (Lungauer Sauschneider), hatte einen Hut mit breiter Krempe auf und eine Narrenpritsche. Stranitzky verfasste parodistische „Haupt- und Staatsaktionen“, in denen der Hanswurst zumeist als Dienerfigur sein Bühnenunwesen trieb. Dieser Hanswurst fand zahlreiche Nachahmer. Als Nachfolger kam der Schwiegersohn Stranitzkys, Gottfried Prehauser (1699–1769), 1725 von Salzburg nach Wien, wo er als „Neuer Wienerischer Hanswurst“ Stranitzky am Kärntnertortheater ablöste.
Im „Hanswurststreit“ seit den 1730er Jahren versuchte der Gelehrte Johann Christoph Gottsched, zusammen mit der Schauspielerin Friederike Caroline Neuber, den Hanswurst von der deutschsprachigen Bühne zu verbannen, um die Qualität der deutschen Komödien zu verbessern und vor allem ihren sozialen Status zu heben. Dies stieß vor allem in Wien auf Widerstand. Auch konnte Caroline Neuber als Prinzipalin einer Schauspieltruppe aus wirtschaftlichen Gründen nicht ganz auf den Hanswurst verzichten. Die Kämpfer gegen Hanswurst, wie Johann Friedrich Schönemann in Deutschland, waren dennoch eine Art Wegbereiter der bildungsbürgerlichen deutschen Stadttheater.
Der letzte bedeutende Hanswurst war der 1763 gestorbene Franz Schuch, der den Hanswurst wieder dem italienisch-französischen Harlekin annäherte. Im späteren 18. Jahrhundert kam der Hanswurst aus der Mode und wurde nur mehr im Puppentheater eingesetzt. Komische Figuren wie Kasperl oder Staberl ersetzten ihn für einige Jahrzehnte. Auf Betreiben von Joseph von Sonnenfels nach der Französischen Revolution (Promemoria für die Richtlinien der künftigen Theaterzensur, 1790) verbot Kaiser Joseph II. in einem Handbillett die Stegreifkomödien und possenartigen Hanswurstspiele und führte die Theaterzensur ein. Aus obrigkeitlicher Angst vor politischer Agitation ging die Stegreifkomödie über in ein literarisch fixiertes Theater (die „regelmäßige Schaubühne“) beziehungsweise in die stumme, musikbegleitete Pantomime. In seiner 1797 verfassten Komödie Der gestiefelte Kater lässt Ludwig Tieck noch einmal Hanswurst auftreten. Bei Gelegenheit der Wiener Musik- und Theaterausstellung 1892 erlebte der Hanswurst durch den Darsteller Ludwig Gottsleben erneut eine Wiedergeburt.
Im deutschen Film Komödianten (1941) von G. W. Pabst, der von der Ideologie der Kriegszeit geprägt war, tritt Gotthold Ephraim Lessing als deutscher Nationaldichter zum siegreichen Kampf gegen den unflätigen Hanswurst an. – Der historische Lessing hatte sich in der Hamburgischen Dramaturgie allerdings für den Hanswurst ausgesprochen.